# منطقه جیانگژوو
منطقه جیانگژوو (به لاتین: Jiangzhou District) یک سکونتگاه مسکونی در جمهوری خلق چین است که در چونگژوو واقع شده‌است.

## خصوصیات
منطقه جیانگژوو ۲٬۹۵۱ کیلومترمربع مساحت و ۳۸۴٬۹۰۵ نفر جمعیت دارد و ۱۱۲ متر بالاتر از سطح دریا واقع شده‌است.